# Oh! Darling
〈Oh! Darling〉은 폴 매카트니(레논-매카트니로 인정됨.)가 작곡한 영국의 록 밴드 비틀즈의 곡으로 1969년 음반 《Abbey Road》에서 네 번째 곡으로 나온다. 그 작업한 타이틀은 〈Oh! Darling (I'll Never Do You No Harm)〉이었다. 영국이나 미국에서 싱글로 발행되지는 않았지만, 미국 의사당의 한 지방 자회사는 중앙아메리카에서 싱글로 성공적으로 편집했으며, 〈Maxwell's Silver Hammer〉를 B 사이드로 만들었다. 애플 레코드는 1970년 6월 〈Here Comes the Sun〉와 함께 일본에서 〈Oh! Darling〉을 발표했다.

## 참여 인원
- 폴 매카트니 – 리드와 백킹 보컬, 베이스
- 존 레논 – 백킹 보컬, 피아노
- 조지 해리슨 – 백킹 보컬, 일렉트릭 기타
- 링고 스타 – 드럼

이언 맥도날드 당 인원
그러나 2019년 박스 세트``Abbey Road : Super Deluxe Version 과 함께 제공되는 책에는 대체 라인업이 나열되어 있다:
- 폴 매카트니 – 리드와 백킹 보컬, 피아노
- 존 레논 – 백킹 보컬, 기타
- 조지 해리슨 – 백킹 보컬, 베이스
- 링고 스타 – 드럼